# حقوق الإنسان في جورجيا
حقوق الإنسان في جورجيا مضمونة بموجب دستور البلاد. هناك محامٍ عام مستقل لحقوق الإنسان في جورجيا ينتخبه البرلمان لضمان احترامها، لكن ذلك لم يمنع منظمة أطراف دولية مثل العفو الدولية ووزارة خارجية الولايات المتحدة إضافة إلى المعارضة الجورجية من الإعلان أن هذه الحقوق غالبًا ما تنتهك.
بالإضافة إلى ذلك، هناك حوالي 20٪ من أراضٍ (ما كان يُعرف باسم جمهورية جورجيا الاشتراكية السوفييتية) متنازع عليها وتتكرر المزاعم هناك بحدوث انتهاكات لحقوق الإنسان.

## حقوق الأقليات
اتخذت حكومة جورجيا خطوات إيجابية نحو حماية الأقليات الدينية. تراجعت الهجمات ضد أصحاب الديانات المختلفة منذ الثورة، وألقت السلطات القبض على أحد قادة هذه الهجمات واسمه فاسيلي مكالافشفيلي وسجنته. كان رئيس الوزراء زوراب جفانيا من أبرز المؤيدين للسماح للدولة بالاعتراف بالمنظمات الدينية المختلفة، لكنه واجه معارضة كبيرة من حكومته؛ قال رئيس دولته إن على الدولة أن تفعل ما في وسعها «لحماية جورجيا من التأثير الأجنبي المؤذي». على الرغم من الإصلاحات التي سمحت لكنائس الأقليات بالتسجيل رسميًا عام 2005، ما زالت الكنيسة الأرثوذكسية الجورجية تحتكر السلطة في جورجيا بينما تواجه مجموعات الأقليات صعوبة حتى في بناء أماكن للعبادة.
وُقّع ميثاق عام 2002 بين الحكومة الجورجية والكنيسة الأورثودوكسية تمنح بموجبه الأخيرة مكانة متميزة في جورجيا وتُعطى السلطة على جميع المسائل الدينية ضمن حدود الدولة. وهي الكنيسة الوحيدة التي تتمتع بإعفاء من الضرائب وغالبًا ما تتم استشارتها في الأمور الحكومية. إلى جانب كونها معفاة من الضرائب، تحصل الكنيسة الأرثوذكسية الجورجية على بعض التمويل من الحكومة أيضًا وذلك لمساهمتها بالتطور الثقافي للبلد، وكمعظم البلدان الأرثوذكسية الشرقية، فإن الخط الفاصل بين الثقافة والدين في جورجيا غير واضح.
صدقت جورجيا عام 2005 على الاتفاقية الإطارية لحماية الأقليات القومية. وتشير منظمة «التسامح» غير الحكومية عام 2008 إلى أن البرلمان الجورجي استثنى العديد من مواد الاتفاقية من التنفيذ. انتهُكت الأحكام المتعلقة بالتحدّث والتعبير بلغات الأقليات في المسائل الثقافية والتعليمية والإدارية، فانخفض عدد المدارس الأذربيجانية وعُيّن مديرون للمدارس الأذربيجانية لا يتحدثون اللغة الأذرية.

## الإعلام وحرية التعبير
خلال المظاهرات الجورجية عام 2007، هاجمت شرطة مكافحة الشغب مقر قناة إيميدي، ما أدى إلى توقف بثها ونقلها لوقائع المظاهرات.

## إساءة معاملة السجناء
لسنوات، حثت منظمات حقوق الإنسان الرئيس ساكاشفيلي وحكومته على التحقيق في الفظائع المزعومة بالسجون الجورجية. عام 2010، أفادت لجنة حقوق الإنسان التابعة لمجلس أوروبا بأن «الظروف المعيشية في السجون والمعسكرات الجورجية -والمعروفة أيضًا باسمها الملطف «المرافق الإصلاحية»- لا تؤدي إلى تحسين مصير السجناء، بل على العكس تمامًا، فالنظام هذا يعتبر جريمة ضد المعايير الدولية للمرافق الإصلاحية. تكثر طلبات المساعدة لوقف التعذيب في السجون الجورجية لكن السجناء يتجنبون تسمية المعذبين بأسمائهم خشية من تفاقم أوضاعهم.
حتى عام 2010، كان توافر الرعاية الطبية في السجون والمخيمات غير كافٍ على الإطلاق، ما أدى لارتفاع معدل الوفيات في السجون الجورجية. يتم ببساطة تجاهل حقوق الإنسان الخاصة بالسجناء. حذرت العديد من الجهات حكومة ساكاشفيلي من متابعة ممارساتها، بما في ذلك وزارة الخارجية الأمريكية عام 2008.
على الرغم من التحذيرات العالمية التي وجهت إلى حكومة ساكاشفيلي وحزب الحركة الوطنية المتحدة بسبب ظروف حقوق الإنسان في السجون الجورجية، إلا أن منظمات مراقبة احترام حقوق الإنسان لم تلحظ أي تحسّن يذكر.
أدان الاتحاد الأوروبي بشدة إساءة معاملة السجناء وحث السلطات الجورجية على معاقبة الجناة. وقالت كاثرين أشتون مسؤولة السياسة الخارجية بالاتحاد الأوروبي في بيان لها إنها «مصدومة بسبب اللقطات المروعة عن الانتهاكات المرتكبة ضد السجناء في سجن غلداني. ومن الأهمية بمكان أن يتم التحقيق في هذه الحوادث وغيرها بشكل شامل وشفاف وأن المسؤولين عنها يجب أن يخضعوا للمساءلة والمحاسبة».
وقد حثّ روبرت كولفيل، المتحدث باسم مكتب الأمم المتحدة لحقوق الإنسان في جنيف، أنه على جورجيا «التحقيق الفوري والنزيه والفعال» في جميع حالات سوء المعاملة واتخاذ الخطوات «لضمان إدارة السجون ومراكز الاحتجاز بما يتماشى مع القانون الدولي والمعايير الدولية لحقوق الإنسان»
تأتي أسئلة منظمات حقوق الإنسان في جميع أنحاء العالم في أعقاب المخاوف الدولية بشأن انتخابات حرة ونزيهة في جورجيا عام 2012.

## إطلاق سراح السجناء السياسيين عام 2013
في 13 يناير من العام 2013، أطلق البرلمان الجورجي سراح 190 سجينًا سياسيًا بموجب قانون العفو الذي رعاه مشرعو الحلم الجورجي وصدر في عام 2012 على الرغم من الفيتو الذي أعلنه الرئيس السابق ميخائيل ساكاشفيلي.